# 馬里奧·桑切斯
馬里奧·桑切斯（西班牙語：Mario Sánchez，1994年10月31日—） ，為委內瑞拉棒球選手，守備位置為投手，曾效力於韓國職棒起亞虎與中華職棒統一7-ELEVEn獅，現效力於中華職棒中信兄弟，登錄名為勝騎士。

## 職業生涯

### 華盛頓國民
2012年，當時17歲的桑切斯和華盛頓國民簽約，因而開啟職棒生涯，並在多明尼加夏季聯盟出賽。
2014年，在低階1A出賽18場比賽，6勝1敗，防禦率4.11。

### 費城費城人
2016年12月12日，被交易至費城費城人，國民則換來Jimmy Cordero。
2017年，該季在2A出賽19場比賽，4勝2敗，防禦率2.88。但7月1日卻接受湯米·約翰手術，導致隔年只在新人聯盟出賽7場比賽。2018年11月2日成為自由球員。

### 重返華盛頓國民
2019年4月2日，和華盛頓國民簽下小聯盟合約，並在2A和3A共出賽27場比賽，10勝7敗，防禦率3.82。
2021年，同樣在2A和3A之間升降，該年累計出賽24場比賽，4勝8敗，防禦率4.16。11月7日成為自由球員。

### 明尼蘇達雙城
2022年1月4日，和明尼蘇達雙城簽下小聯盟合約，並在3A出賽28場比賽，6勝4敗，防禦率4.24。季末成為自由球員。

### 統一7-ELEVEn獅
2023年1月31日，桑切斯和統一7-ELEVEn獅簽約，登錄名為「勝騎士」。6月29日，面對富邦悍將的比賽中擔任先發投手，主投8局失1分獲得勝投，同時也幫助統一7-ELEVEn獅拿下2023年的上半季冠軍。

### 起亞虎
2023年7月2日，桑切斯於球季中被韓國職棒起亞虎以28萬美元買斷合約。7月9日初登板，先發6⅔局失1分，並投出10次三振，獲得韓職首勝。他出賽12場，投63⅔局，防禦率5.94。季末成為自由球員。

### 重返統一7-ELEVEn獅
桑切斯2024年球季再度和統一7-ELEVEn獅簽約，重返中華職棒。

### 中信兄弟
2025年初，桑切斯確定不再與統一獅續約。2025年3月5日，他加盟中華職棒中信兄弟。他直到4月10日始首度於一軍出賽。同月16日對台鋼雄鷹先發8局無失分，終場贏得勝投，並以11次三振創下個人中職生涯單場最多三振紀錄。4月30日，他投2⅓局後因右肩傷勢不適退場。他因復健脫離戰線。5月下旬，中信兄弟開始尋覓新洋投人選。6月20日，他被球團註銷登錄，以新註冊布蘭登·雷布蘭特。桑切斯2025年球季共出賽4場，1勝1敗，防禦率1.54。

## 職棒生涯成績

### 中華職棒
| 年度 | 球隊           | 出賽 | 先發 | 勝投 | 敗投 | 中繼 | 救援 | 完投 | 完封 | 三振 | 四壞 | 責失 | 投球局數 | 自責分率 | 被上壘率 |
| ---- | -------------- | ---- | ---- | ---- | ---- | ---- | ---- | ---- | ---- | ---- | ---- | ---- | -------- | -------- | -------- |
| 2023 | 統一7-ELEVEn獅 | 10   | 9    | 8    | 1    | 1    | 0    | 0    | 0    | 42   | 11   | 10   | 62.2     | 1.44     | 0.93     |
| 2024 | 統一7-ELEVEn獅 | 26   | 26   | 14   | 5    | 0    | 0    | 2    | 0    | 167  | 37   | 44   | 159.1    | 2.49     | 1.05     |
| 2025 | 中信兄弟       | 4    | 4    | 1    | 1    | 0    | 0    | 0    | 0    | 26   | 0    | 4    | 23.1     | 1.54     | 0.81     |
| 合計 | 3年            | 40   | 39   | 23   | 7    | 1    | 0    | 2    | 0    | 239  | 48   | 58   | 245.1    | 2.13     | 0.99     |

### 韓國職棒
| 年度 | 球隊   | 出賽 | 先發 | 勝投 | 敗投 | 中繼 | 救援 | 完投 | 完封 | 三振 | 四死 | 責失 | 投球局數 | 自責分率 | 被上壘率 |
| ---- | ------ | ---- | ---- | ---- | ---- | ---- | ---- | ---- | ---- | ---- | ---- | ---- | -------- | -------- | -------- |
| 2023 | 起亞虎 | 12   | 11   | 4    | 4    | 0    | 0    | 0    | 0    | 59   | 15   | 42   | 63.2     | 5.94     | 1.48     |
| 合計 | 1年    | 12   | 11   | 4    | 4    | 0    | 0    | 0    | 0    | 59   | 15   | 42   | 63.2     | 5.94     | 1.48     |

## 外部連結
- 馬里奧·桑切斯在台灣棒球維基館上的頁面（繁體中文）
- 馬里奧·桑切斯在美國職棒官網（英语）
- 馬里奧·桑切斯在韓國職棒官網（投手）（英语）
- 馬里奧·桑切斯在中華職棒官網
- 馬里奧·桑切斯在Baseball-Reference.com（小聯盟以及海外聯盟）（英语）
- 馬里奧·桑切斯在Global Sports Archive（英语）

| 前任： 鋼龍 | 中華職棒勝投王 2024年 | 繼任： 現任 |
| 前任： 鋼龍 | 中華職棒三振王 2024年 | 繼任： 現任 |